# Boechout
Boechout és un municipi belga de la província d'Anvers a la regió de Flandes. Està compost per les seccions de Boechout i Vremde. Limita amb els municipis de Wommelgem, Ranst, Lier, Lint, Hove, Mortsel i Borsbeek.

## Evolució de la població

### Seglexix
| Any      | 1806 | 1816 | 1830 | 1846 | 1856 | 1866 | 1876 | 1880 | 1890 |
| -------- | ---- | ---- | ---- | ---- | ---- | ---- | ---- | ---- | ---- |
| Població | 1700 | 1754 | 1859 | 1941 | 1953 | 1975 | 2030 | 2159 | 2451 |
|          |      |      |      |      |      |      |      |      |      |

### Segle XX (fins a 1976)
| Any      | 1900 | 1910 | 1920 | 1930 | 1947 | 1961 | 1970 | 1976 |  |
| -------- | ---- | ---- | ---- | ---- | ---- | ---- | ---- | ---- |  |
| Població | 3160 | 4300 | 4762 | 5895 | 6538 | 7453 | 8171 | 8659 |  |
|          |      |      |      |      |      |      |      |      |  |

### 1977 ençà
| Any       | 1977   | 1980   | 1985   | 1990   | 1995   | 2000   | 2005   | 2006   |
| --------- | ------ | ------ | ------ | ------ | ------ | ------ | ------ | ------ |
| Població  | 10.284 | 10.480 | 10.828 | 11.207 | 11.586 | 11.919 | 11.992 | 12.090 |
| Font: NIS |        |        |        |        |        |        |        |        |

## Llista de Burgmestres
- 1800 - 1801 : Jan-Frans Segers
- 1801 - 1807 : Jan-Frans Van den Berghe
- 1807 - 1808 : Jan-Ferdinand Laeremans
- 1808 - 1818 : Jan-Frans Segers
- 1818 - 1822 : Petrus-Josephus Corluy
- 1823 - 1830 : Jan-Frans Gellynck
- 1830 - 1836 : Gaspar-Frans-Jozef Mertens
- 1836 - 1848 : Jan-Frans Vercammen
- 1848 - 1854 : Joannes Hermans
- 1855 - 1869 : Jan Corluy
- 1869 - 1872 : Jan-Baptist Wagemans
- 1872 - 1896 : Theodoor Moretus de Bouchout
- 1896 - 1898 : Paul Van Cutsem
- 1900 - 1911 : August Corluy
- 1912 - 1921 : Karel Brees
- 1921 - 1940 : Theo Tuts
- 1941 - 1944 : Staf Van Sintjan
- 1944 - 1964 : Laurent Van den Eynde
- 1965 - 1976 : Gust Geens
- 1977 - 1985 : Etienne Aussems
- 1985 - 1994 : Fred Entbrouxk
- 1995 - 2007 : Albert Mariën
- 2007- : Koen T'Sijen

## Personatges il·lustres
- Jan Frans Willems, un dels iniciadors del moviment flamenc del segle xix.
- Vic Anciaux, un dels antics caps del Volksunie.